# یازی‌باشی (دمیراوزو)
یازی‌باشی (به ترکی استانبولی: Yazıbaşı) (به کردی: Loriya Jêrîn) (به ارمنی: Լոռի Ներքին) یک منطقهٔ مسکونی در ترکیه است که در دمیراوزو واقع شده‌است. یازی‌باشی ۲۲۶ نفر جمعیت دارد.